# Goniodiscaster
Goniodiscaster is een geslacht van zeesterren uit de familie Oreasteridae.

## Soorten
- Goniodiscaster acanthodes H.L. Clark, 1938
- Goniodiscaster australiae Tortonese, 1937
- Goniodiscaster bicolor H.L. Clark, 1938
- Goniodiscaster foraminatus (Döderlein, 1916)
- Goniodiscaster forficulatus (Perrier, 1875)
- Goniodiscaster granuliferus (Gray, 1847)
- Goniodiscaster insignis (Koehler, 1910)
- Goniodiscaster integer Livingstone, 1931
- Goniodiscaster pleyadella (Lamarck, 1816)
- Goniodiscaster porosus (Koehler, 1910)
- Goniodiscaster rugosus (Perrier, 1875)
- Goniodiscaster scaber (Moebius, 1859)
- Goniodiscaster seriatus (Muller & Troschel, 1843)
- Goniodiscaster vallei (Koehler, 1910)